# Nikki Reed
Nikki Reed (n. 17 mai 1988, West Los Angeles⁠(d), California, SUA) este o actriță, scenaristă, cântăreață, compozitoare și model american. Este cunoscută pentru interpretarea rolului vampirului Rosalie Hale din The Twilight Saga (2008-2012). A devenit cunoscută în 2003, după lansarea filmului Thirteen, regizat de Catherine Hardwicke, film pentru care a fost creditată drept co-scenarist și în care a jucat un rol principal. Filmul i-a adus lui Reed premiul Independent Spirit pentru cea mai bună debutantă, precum și multe alte nominalizări.